# Heliura gigantea
Heliura gigantea là một loài bướm đêm thuộc phân họ Arctiinae, họ Erebidae.